# Gaspara Stampa

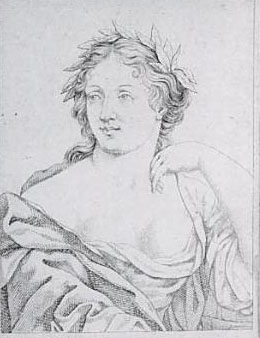
Gaspara Stampa

Gaspara Stampa (* um 1523 in Padua; † 23. April 1554 in Venedig) war eine italienische Dichterin.

## Leben
Stampa wurde in Padua als Tochter eines Goldschmieds geboren, verwaiste schon früh und wurde mit ihrer Schwester und ihrem Bruder in Venedig aufgezogen. Alle drei waren wegen ihrer musikalischen und literarischen Begabung berühmt. Stampa hatte verschiedene Geliebte und verliebte sich um 1548 in den Grafen Collaltino di Collalto, einen venezianischen Adligen, der sie jedoch wieder verließ. 1550 trat sie unter dem Namen Anasilla oder Annaxilla in die Intellektuellen-Gesellschaft Accademia dei Dubbiosi ein. 1551 traf Collaltino erneut in Venedig ein und sie folgte ihm auf seine Stammburg, bis er sie aufgrund anderer Freundinnen endgültig verließ. Aufgrund der Standesunterschiede kam eine Heirat nie in Frage. Sie kehrte nach Venedig zurück und verband sich mit einem neuen Geliebten. Sie starb 1554 an einer Fieberkrankheit.
Ihr Canzoniere, durch ihre Schwester in ein Werk gebracht und erstmals ein Jahr nach ihrem Tod veröffentlicht, weist Spuren ihres tragischen Lebens auf. Das Werk enthält sinnliche Liebesgedichte, die als authentischer Ausdruck der Gefühle und Leidenschaften einer gepeinigten Seele gelten. Rainer Maria Rilke erwähnt sie in seiner 1. Duineser Elegie: „Hast du der Gaspara Stampa / denn genügend gedacht, daß irgend ein Mädchen, / dem der Geliebte entging, am gesteigerten Beispiel / dieser Liebenden fühlt: daß ich würde wie sie?“
Von Zeitgenossen wurde sie mit Sappho verglichen.